# Différence finie
En mathématiques, et plus précisément en analyse, une différence finie est une expression de la forme f(x + b) − f(x + a) (où f est une fonction numérique) ; la même expression divisée par b − a s'appelle un taux d'accroissement (ou taux de variation), et il est possible, plus généralement, de définir de même des différences divisées. L'approximation des dérivées par des différences finies joue un rôle central dans les méthodes des différences finies utilisées pour la résolution numérique des équations différentielles, tout particulièrement pour les problèmes de conditions aux limites.
Les opérateurs mettant en jeu des différences finies, appelés opérateurs de différence, font l'objet d'une branche de l'analyse mathématique possédant de nombreux points communs avec la théorie des opérateurs différentiels ; certaines de ces analogies ont été systématisées et exploitées par le calcul ombral.

## Opérateurs de différence finie
On considère en général uniquement les différences « en avant », « en arrière » et « centrées ».
L'opérateur de différence avant, {\displaystyle \Delta _{h}}, est défini par
{\displaystyle \Delta _{h}[f](x)=f(x+h)-f(x)}, où h est le plus souvent une constante, qu'on appelle le pas.
De même, l'opérateur de différence arrière, {\displaystyle \nabla _{h}}, est défini par
{\displaystyle \nabla _{h}[f](x)=f(x)-f(x-h)}.
Enfin, l'opérateur de différence centrée, {\displaystyle \delta _{h}}, est défini par
{\displaystyle \delta _{h}[f](x)=f(x+{\tfrac {1}{2}}h)-f(x-{\tfrac {1}{2}}h)}.

## Relation avec les dérivées
Le nombre dérivé d'une fonction f en un point x est défini par la limite
{\displaystyle f'(x)=\lim _{h\to 0}{\frac {f(x+h)-f(x)}{h}}}.
Si h a une valeur fixée (non nulle), le terme de droite est
{\displaystyle {\frac {f(x+h)-f(x)}{h}}={\frac {\Delta _{h}[f](x)}{h}}}.
Ainsi, la différence avant divisée par h approxime le nombre dérivé quand h est petit. L'erreur de cette approximation peut être déterminée à l'aide de la formule de Taylor. Supposant que f est continument dérivable,
{\displaystyle {\frac {\Delta _{h}[f](x)}{h}}-f'(x)=O(h)\quad (h\to 0)} (où O est une notation de Landau).
La même formule est valable pour la différence arrière :
{\displaystyle {\frac {\nabla _{h}[f](x)}{h}}-f'(x)=O(h)}.
Cependant, la différence centrale donne une approximation plus précise ; son erreur est proportionnelle au carré du pas (si f est de classe {\displaystyle {\mathcal {C}}^{2}}) :
{\displaystyle {\frac {\delta _{h}[f](x)}{h}}-f'(x)=O(h^{2})}.
En analyse non standard, on définit directement la dérivée comme l’ombre (le réel standard le plus proche) d’une différence finie de pas infinitésimal.

## Différences d'ordre supérieur
De manière analogue, on peut obtenir des approximations de dérivées d'ordre supérieur. Ainsi, appliquant la formule de différence centrale précédente à la dérivée de {\displaystyle f'} en x, et utilisant les différences centrales pour {\displaystyle f'(x+h/2)} et {\displaystyle f'(x-h/2)}, on obtient une approximation (par différences centrales) de la dérivée seconde de {\displaystyle f} :
{\displaystyle f''(x)\approx {\frac {\delta _{h}^{2}[f](x)}{h^{2}}}={\frac {f(x+h)-2f(x)+f(x-h)}{h^{2}}}.}
Plus généralement, les différences avant, arrière et centrale d'ordre n (où la notation {\displaystyle \Delta _{h}^{n}}, par exemple, correspond au n-ième itéré de {\displaystyle \Delta _{h}}, c'est-à-dire que {\displaystyle \Delta _{h}^{n}=\Delta _{h}\circ \Delta _{h}\circ \dots \circ \Delta _{h}} n fois), sont respectivement données par
{\displaystyle \Delta _{h}^{n}[f](x)=\sum _{i=0}^{n}(-1)^{n-i}{\binom {n}{i}}f(x+ih)},
{\displaystyle \nabla _{h}^{n}[f](x)=\sum _{i=0}^{n}(-1)^{i}{\binom {n}{i}}f(x-ih)},
{\displaystyle \delta _{h}^{n}[f](x)=\sum _{i=0}^{n}(-1)^{i}{\binom {n}{i}}f\left(x+\left({\frac {n}{2}}-i\right)h\right)}
On le déduit facilement (par récurrence) de la formule de Pascal sur les coefficients binomiaux {\displaystyle {\binom {n}{i}}}.
Il faut remarquer que dans le cas des différences centrales, pour tout {\displaystyle n} impair, {\displaystyle h} est multiplié par des non-entiers ; ce qui peut être un problème dans des applications où cela change l'intervalle de discrétisation ; dans ce cas, une solution peut être de prendre la moyenne de {\displaystyle \delta ^{n}[f](x-h/2)} et de {\displaystyle \delta ^{n}[f](x+h/2)}.
Il est enfin possible d'utiliser les différences itérées pour approximer des dérivées de tout ordre, et même d'employer un nombre de termes dissymétrique autour de la valeur centrale, ce qui est utile lorsqu'on effectue des calculs sur une grille, pour compenser les effets de bord. La relation entre les différences itérées et les dérivées d'ordre correspondant est très simple :
{\displaystyle {\frac {d^{n}f}{dx^{n}}}(x)} {\displaystyle ={\frac {\Delta _{h}^{n}[f](x)}{h^{n}}}+O(h)} {\displaystyle ={\frac {\nabla _{h}^{n}[f](x)}{h^{n}}}+O(h)} {\displaystyle ={\frac {\delta _{h}^{n}[f](x)}{h^{n}}}+O(h^{2}).}
Les différences d'ordre supérieur peuvent être également utilisées pour obtenir de meilleures approximations. Comme on l'a vu, les différences du premier ordre approximent les dérivées (premières) à un terme d'ordre h près. Mais la combinaison
{\displaystyle {\frac {\Delta _{h}[f](x)-{\frac {1}{2}}\Delta _{h}^{2}[f](x)}{h}}=-{\frac {f(x+2h)-4f(x+h)+3f(x)}{2h}}}
est une approximation de f'(x) à un terme d'ordre h2 près ; ceci peut se montrer en développant l'expression précédente par la formule de Taylor, ou en utilisant le calcul symbolique des différences finies (voir infra).
La suite {\displaystyle (\Delta _{h}^{n}[f](x))_{n\in \mathbb {N} }} des différences avant de {\displaystyle f} au point {\displaystyle x} est la transformée binomiale de la suite {\displaystyle (f(x+nh))_{n\in \mathbb {N} }} ; elle a diverses propriétés combinatoires remarquables. Ces différences avant peuvent notamment être évaluées en utilisant l'intégrale de Nörlund-Rice. La représentation intégrale de ce type de suites est importante car l'intégrale peut souvent être évaluée en utilisant un développement asymptotique ou une méthode du point col alors que ces suites peuvent être très difficiles à évaluer numériquement, car les coefficients binomiaux croissent rapidement avec n.
Ces différences itérées possèdent des propriétés formelles utiles : 
- Pour tous k et n entiers positifs{\displaystyle \Delta _{kh}^{n}(f,x)=\sum \limits _{i_{1}=0}^{k-1}\sum \limits _{i_{2}=0}^{k-1}\dots \sum \limits _{i_{n}=0}^{k-1}\Delta _{h}^{n}[f](x+i_{1}h+i_{2}h+\dots +i_{n}h).}
- Formule de Leibniz :{\displaystyle \Delta _{h}^{n}(fg,x)=\sum \limits _{k=0}^{n}{\binom {n}{k}}\Delta _{h}^{k}[f](x)\Delta _{h}^{n-k}[g](x+kh).}

## Méthodes des différences finies
En analyse numérique, une importante application des différences finies est la résolution numérique des équations différentielles et des équations aux dérivées partielles : l'idée est de remplacer les dérivées apparaissant dans l'équation par des différences finies qui les approximent. Les diverses méthodes qui en résultent sont appelées méthodes des différences finies.
De nombreuses applications de ces méthodes se rencontrent en théorie du calcul numérique, ainsi que dans des disciplines scientifiques très variées, telles que la mécanique des fluides, et ses applications à la météorologie ou à l'aérodynamique.

## Séries de Newton
Le développement en série de Newton d'une fonction {\displaystyle f} au point {\displaystyle a} est la série suivante :
{\displaystyle \sum _{k=0}^{\infty }{\frac {\Delta ^{k}[f](a)}{k!}}(x-a)_{k}=\sum _{k=0}^{\infty }{x-a \choose k}\Delta ^{k}[f](a)}, où
{\displaystyle {x \choose k}={\frac {(x)_{k}}{k!}}}
désigne le coefficient binomial généralisé et
{\displaystyle (x)_{k}=x(x-1)(x-2)\cdots (x-k+1)}
est la « factorielle descendante », le produit vide (x)0 étant par convention égal à 1.
D'après le théorème d'interpolation de Newton et le lien entre différences finies et différences divisées, la somme partielle jusqu'à {\displaystyle n} est le polynôme d'interpolation de Lagrange de {\displaystyle f} aux points {\displaystyle a,a+1,\dots ,a+n}. Par conséquent :

Toute fonction polynomiale est égale à sa série de Newton.
Cette égalité permet par exemple de démontrer l'involutivité de la transformation binomiale.
Elle est valide aussi pour certaines fonctions analytiques, mais pas toutes.
Ce développement en série de Newton correspond au cas des différences finies de pas h = 1. Si l'on itère un opérateur ayant un pas quelconque, la formule devient
{\displaystyle f(x)=\sum _{k=0}{{\frac {x-a}{h}} \choose k}\sum _{j=0}^{k}(-1)^{k-j}{k \choose j}f(a+jh).}
On notera une similarité de ce développement de Newton avec le théorème de Taylor ; ce fut historiquement cette observation, ainsi que l'identité de Chu-Vandermonde,
{\displaystyle (x+y)_{n}=\sum _{k=0}^{n}{n \choose k}(x)_{n-k}~(y)_{k}}, qui en dérive, qui amenèrent au calcul ombral.
Pour illustrer comment l'on peut utiliser ce développement de Newton, considérons les trois points (1, 2), (2, 2) et (3, 4). On peut trouver leur polynôme d'interpolation en calculant d'abord une table de différences, et en substituant alors les différences qui correspondent à {\displaystyle a=1} (les valeurs soulignées de la table) dans la formule, comme suit :
{\displaystyle {\begin{matrix}{\begin{array}{|c||c|c|c|}\hline x&f=\Delta ^{0}&\Delta ^{1}&\Delta ^{2}\\\hline 1&{\underline {2}}&&\\&&{\underline {0}}&\\2&2&&{\underline {2}}\\&&2&\\3&4&&\\\hline \end{array}}&\quad {\begin{aligned}f(x)&={\frac {\Delta ^{0}}{0!}}(x-a)_{0}+{\frac {\Delta ^{1}}{1!}}(x-a)_{1}+{\frac {\Delta ^{2}}{2!}}(x-a)_{2}\quad (a=1)\\&={\frac {2}{1}}1+{\frac {0}{1}}(x-1)+{\frac {2}{2}}(x-1)(x-2)\\&=2+(x-1)(x-2).\end{aligned}}\end{matrix}}}
En analyse p-adique, le théorème de Mahler affirme que l'hypothèse que f soit un polynôme peut être relâchée, et il suffit que f soit continue.
Le théorème de Carlson fournit une condition nécessaire et suffisante pour que la série de Newton soit unique, si elle existe (car il est possible que la série de Newton n'existe pas).
Cette formule d'interpolation de Newton, comme celles de Stirling et de Selberg, sont un cas spécial de suites de différences (en), toutes définies en termes de différences avant renormalisées.

## Le calcul symbolique des différences finies
L'opérateur de différence avant envoie la fonction f vers Δh[f]. Cet opérateur vérifie {\displaystyle \Delta _{h}=T_{h}-I}, où {\displaystyle T_{h}} est l'opérateur de translation de pas {\displaystyle h}, défini par {\displaystyle T_{h}[f](x)=f(x+h)}, et {\displaystyle I} est l'identité ({\displaystyle I[f]=f}, et {\displaystyle I=T_{0}}).
{\displaystyle \Delta _{h}} est un opérateur linéaire, et il satisfait à la règle du produit (on dit parfois que c'est une dérivation ; voir aussi à ce sujet l'article « Corps différentiel »). Les opérateurs de différence arrière et centrale obéissent à des règles similaires.
On a {\displaystyle \Delta _{h}^{n}=[T_{h}-I]^{n}}, {\displaystyle \nabla _{h}^{n}=[I-T_{-h}]^{n}}, et {\displaystyle \delta _{h}^{n}=[T_{h/2}-T_{-h/2}]^{n}}, expressions qui peuvent se développer par la formule du binôme (appliquée à l'algèbre des opérateurs), puisque {\displaystyle T_{h}} et {\displaystyle T_{k}} commutent.
On vérifie alors que les formules données plus haut pour les différences d'ordre supérieur coïncident avec ces développements, ce qui justifie les notations choisies.
Appliquant le théorème de Taylor (par rapport à h), on obtient
{\displaystyle \Delta _{h}=hD+{\frac {1}{2}}h^{2}D^{2}+{\frac {1}{3!}}h^{3}D^{3}+\cdots =\mathrm {e} ^{hD}-1,}
où D désigne l'opérateur de dérivation usuel, envoyant f vers sa dérivée f'. Inversant (formellement) l'exponentielle, on peut donc penser que
{\displaystyle hD=\log(1+\Delta _{h})=\Delta _{h}-{\frac {1}{2}}\Delta _{h}^{2}+{\frac {1}{3}}\Delta _{h}^{3}+\cdots .\,}
Cette formule est correcte quand on l'applique à une fonction f polynomiale, car alors la série se réduit à une somme finie. En revanche, même si f est analytique, il n'est pas garanti que la série converge : ce pourrait n'être qu'un développement asymptotique. Elle peut cependant être utilisée pour obtenir des approximations plus précises de la dérivée de f.
Ainsi, les deux premiers termes de la série donnent l'approximation du second ordre à {\displaystyle f'(x)} mentionnée à la fin de la section sur les différences d'ordre supérieur.
On a des formules analogues pour les différences arrière et centrale :
{\displaystyle hD=-\log(1-\nabla _{h})\quad {\mbox{et}}\quad hD=2\,\operatorname {argsh} ({\tfrac {1}{2}}\delta _{h}).}
Toutes ces formules se généralisent encore à celles du calcul ombral et à d'autres formules de l'analyse combinatoire ; ainsi, l'opérateur inverse de l'opérateur de différence avant est celui de somme indéfinie (en), ce qui a permis à Lagrange une « démonstration » abstraite de la formule d'Euler-Maclaurin, en l'interprétant comme l'inverse symbolique de la formule de Taylor.

## Généralisations
Une  différence finie généralisée est d'habitude définie par
{\displaystyle \Delta _{h}^{\mu }[f](x)=\sum _{k=0}^{N}\mu _{k}f(x+kh),}
où {\displaystyle \mu =(\mu _{0},\ldots ,\mu _{N})} est le vecteur de coefficients qui lui est associé. Une différence infinie en est une généralisation supplémentaire, où la somme finie précédente est remplacée par une série (infinie). Une autre sorte de généralisation consiste à faire dépendre les coefficients {\displaystyle \mu _{k}} du point {\displaystyle x} : {\displaystyle \mu _{k}=\mu _{k}(x)}, on parle alors de différences finies pondérées ; on peut aussi faire dépendre le pas {\displaystyle h} du point {\displaystyle x} : {\displaystyle h=h(x)}. Toutes ces généralisations sont utiles pour construire différents modules de continuité.

## Différences finies à plusieurs variables
Il est possible de calculer des différences finies dans le cas de fonctions à plusieurs variables ; elles sont l'analogue discret des dérivées partielles.
On obtient ainsi les approximations suivantes :
{\displaystyle {\frac {\partial }{\partial x}}f(x,y)=f_{x}(x,y)\approx {\frac {f(x+h,y)-f(x-h,y)}{2h}}}
{\displaystyle {\frac {\partial }{\partial y}}f(x,y)=f_{y}(x,y)\approx {\frac {f(x,y+k)-f(x,y-k)}{2k}}}
{\displaystyle {\frac {\partial ^{2}}{\partial x^{2}}}f(x,y)=f_{xx}(x,y)\approx {\frac {f(x+h,y)-2f(x,y)+f(x-h,y)}{h^{2}}}}
{\displaystyle {\frac {\partial ^{2}}{\partial y^{2}}}f(x,y)=f_{yy}(x,y)\approx {\frac {f(x,y+k)-2f(x,y)+f(x,y-k)}{k^{2}}}}
{\displaystyle {\frac {\partial ^{2}}{\partial x\partial y}}f(x,y)=f_{xy}(x,y)\approx {\frac {f(x+h,y+k)-f(x+h,y-k)-f(x-h,y+k)+f(x-h,y-k)}{4hk}}}.